# 菊池嘉聡
菊池 嘉聡（きくち よしさと、1964年4月4日 - ）は、日本の経営者。タイガー魔法瓶社長を務めている。

## 来歴・人物
兵庫県出身。1987年に甲南大学経営学部を卒業し、同年にタイガー魔法瓶に入社。1997年に取締役、1998年に常務を経て、1999年4月に社長に就任。